# مادر هند
مادرْ هند (به انگلیسی: Mother India) فیلمی حماسی و درام به کارگردانی محبوب خان با بازی نرگس دات است.

## معنی عنوان فیلم
عنوان فیلم به انگلیسی Mother India و به هندی Bharat Mata است. که به معنی مادرِ هند نیز هست، اما نه به معنی «مادر آن یک میلیارد هندی». عبارتِ این مادر ماست، یعنی یک الهه که مانند یک مادر مراقبت می‌کند و دوست داشته می‌شود. اما در عین حال الهه قوی و قدرتمندی است که بچه‌های خود را به مسیر درست راهنمایی می‌کند. بنابراین عنوان درست‌تر و نزدیک‌تر به زبان اصلی «مادرْ هند» است نه «مادرِ هند».